# Mallobaude
Mallobaude (latino: Mallobaudes; fl. 354-378) è stato un generale franco naturalizzato romano coinvolto nei numerosi intrighi di corte del regno di Costanzo II, poi valoroso generale dell'imperatore Graziano, infine re dei Franchi.

## Biografia
Nel 354 era tribuno della schola armaturarum: fu tra gli ufficiali inviati a interrogare il deposto caesar d'Oriente Costanzo Gallo, agli arresti a Pola, riguardo alle condanne a morte da lui firmate durante il suo governo.
Nel 355 nacque una congiura di corte contro Claudio Silvano, in quanto il magister militum di Costanzo aveva fatto carriera tradendo l'usurpatore Magnenzio prima della decisiva battaglia di Mursa Maggiore (351): alcuni potenti consiglieri dell'imperatore, tra cui il prefetto del pretorio Gaio Ceionio Rufio Volusiano Lampadio e il gran ciambellano Eusebio, temevano questo potente avversario, che, non avendo fatto carriera all'interno della corte, non era manovrabile, e decisero quindi di farlo cadere in disgrazia. Forgiarono dunque delle lettere false, che Silvano avrebbe mandato a degli amici informandoli della sua intenzione di rovesciare l'imperatore, e le mostrarono a Costanzo. Quando l'imperatore decise, davanti al suo consiglio, di mettere a morte Silvano e tutti coloro che erano nominati nelle lettere, solo il giovane tribuno Mallobaude tentò di difendere Silvano. Silvano decise di prendere la porpora, ma fu sconfitto; Mallobaude tornò alle sue terre, un evento unico più che raro per un generale romano di etnia barbara.
La carriera di Mallobaude riprese sotto l'imperatore Valentiniano I e continuò sotto il suo successore Graziano. Nel maggio 378 era comes domesticorum ("comandante della guardia imperiale") in Gallia, in effetti secondo nella gerarchia dell'esercito romano, nonché rex Francorum ("re dei Franchi"), quando comandò l'esercito, assieme a Naniemo ma sotto il comando nominale di Graziano, nella vittoriosa battaglia di Argentovaria, in cui i Lentiensi vennero definitivamente sconfitti. Nello stesso anno sconfisse pure il re degli Alemanni, Macriano, uccidendolo.